# Майський (Безлісне сільське поселення)
Ма́йський (рос. Майский) — селище у складі Яйського округу Кемеровської області, Росія.

## Населення
Населення — 156 осіб (2010; 182 у 2002).
Національний склад (станом на 2002 рік):
- росіяни — 91 %